# Stor-Mörttjärnen (Sidensjö socken, Ångermanland)
Stor-Mörttjärnen är en sjö i Örnsköldsviks kommun i Ångermanland och ingår i Nätraåns huvudavrinningsområde.